# Rhyacophila bakurianica
Rhyacophila bakurianica là một loài Trichoptera trong họ Rhyacophilidae. Chúng phân bố ở miền Cổ bắc.